# Sterling, Kansas
Sterling är en ort i Rice County i Kansas. Vid 2010 års folkräkning hade Sterling 2 328 invånare.